# Cantó de Garges-lès-Gonesse-Est
El cantó de Garges-lès-Gonesse-Est és un antic cantó francès del departament de Val-d'Oise, que estava situat al districte de Sarcelles. Comptava amb un municipis i part del de Garges-lès-Gonesse.
Va desaparèixer al 2015 i el seu territori es va dividir entre el cantó de Villiers-le-Bel i el cantó de Garges-lès-Gonesse.

## Municipis
- Garges-lès-Gonesse (part)
- Bonneuil-en-France

## Història
| Data d'elecció                           | Identitat        | Partit                     | Qualitat |
| ---------------------------------------- | ---------------- | -------------------------- | -------- |
| 1964-1967                                | Robert Pochon    | PCF                        |          |
| 1982-1985                                | Henri Cukierman  | PCF                        |          |
| 1985-1998                                | Nelly Olin       | Divers droite, després RPR |          |
| 1998-2001                                | Francis Parny    | PCF                        |          |
| 2001-2004                                | Ahmed Guénad     | Divers droite              |          |
| 2004-                                    | Hussein Mokhtari | PS                         |          |
| les dades anteriors no són pas conegudes |                  |                            |          |
|                                          |                  |                            |          |